# Synclera himachalensis
Synclera himachalensis är en fjärilsart som beskrevs av Pajni och Rose 1978. Synclera himachalensis ingår i släktet Synclera och familjen Crambidae. Inga underarter finns listade i Catalogue of Life.